# 텐카이 나이트

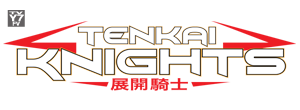

텐카이 나이트(展開騎士, 일본어: テンカイナイト, 영어: Tenkai Knights)는 스핀 마스터에 의한 장난감 및 그것을 원작으로 한 일본과 캐나다의 텔레비전 애니메이션이다. TV 애니메이션은 북미에서는 2013년 8월 24일부터 카툰 네트워크를 통해 방송되었고, 일본에서는 2014년 4월 5일부터 TV 도쿄 계열에서 방송되었고, 대한민국에서는 2014년 8월 29일부터 대원방송에서 더빙판으로 방송되었다. 다만, 토요일 9시 00분-9시 30분범위는 로컬 세일즈범위이기 때문에 제작국의 TV 도쿄와 동시 넷은 TV 아이치와 TV 오사카만으로, 다른 TV 도쿄 계열국 3국에서는 토요일 아침 7시 방송(1주간 지연)이다.
북미에서는 이 완구는 2013년 12월부터 판매됐으며 토이저러스 등에서 품절이 발생하는 등 인기를 끌었다.

## 줄거리
우주 어딘가에 있는 '큐브 행성'. 그곳에서는 두 종족, 용감한 스펙트로스의 군단과 사악한 비클립스 군단이 행성 전역을 건 싸움을 벌이고 있었다. 스펙트로스 전설의 네 용자 텐카이 나이트와 비클립스의 총대장 빌리우스가 최후의 결말을 보려고 분투하던 중 교착된 싸움에서 출현한 텐카이 드래곤이 큐브 행성을 유린함으로써 승자가 결정되지 못한 채 이 긴 싸움은 일단 끝을 맺는다.
한편 행성 지구에서는 글렌이 가족과 함께 벤험 시티로 이주해 오면서 이야기가 시작된다. 벤험 시티에 있는 학교에서 친해진 세이란과 함께 문득 들른 골동품점에서 한 블록을 발견한다. 주인 화이트에게서 그 수수께끼의 블록을 선물받은 날 밤, 글렌은 정의의 로봇이 되어 악당을 쓰러뜨리는 꿈을 꾸었다.
꿈의 수수께끼를 풀기 위해 글렌과 세이란은 골동품점을 다시 찾았다. 화이트를 찾던 중 골동품상 지하실에 있던 전송장치에 도착해 두 블록과 반응해 두 사람을 빛으로 감싸 안았다. 정신을 차려보니 두 사람은 큐브 행성에 텐카이 나이트의 모습을 한 블록 용사로 전송되고, 힘겨운 싸움 끝에 현실세계로 돌아온 두 사람에게 화이트의 설명을 받는다.
이윽고 둘은 같은 블록 용사로 싸우고 있던 토쿠사(두기), 츄키(조이)를 추가한 동료들과 함께 큐브 행성에서 스펙트로스의 전사로서 비클립스와 싸우고 있었다.

## 등장인물
목소리는 특이하지 않은 것은 한국어판. 한국판과 일본판과 북미판은 이름이 다르다. 인간의 등장인물은 이름이 색깔을 따왔다.

### 텐카이 나이트 / The Tenkai Knights
오오가미 글렌 (大神 グレン) / Guren Nash
성우 - 이계윤 (한국어판) / 타카하시 메구루 (일본어판) / 조니 용 보시 (북미판)
벤험 시티로 이사 온 초등학교 5학년. 예의바르고 용기있고 침착하며 주위를 둘러볼 수 있는 냉정함을 겸비한 성격. 블록을 만나기 전부터 로봇으로 변형되는 장난감을 용이하게 변형시키는 재주가 있다.
가족에게 벤험 시티에서 건조중의 벤험 타워 건설로 다망하기 짝이 없는 아버지(성우 - 스티브 블럼 / 시무라 토모유키 / 정주원)와 이마에 마름모꼴 무늬가 있는 고양이 다이아(성우 - 타카모리 나츠미 / 강시현)가 있다.
브레이븐 / Bravenwolf
텐카이나이트 4용사의 리더 하얀색 블록과 빨강이 섞인 늑대가 모티브무기는 일도양단에 능한 한손 검과 방패가 세트로 된 울프레드 소드에 울프레드 쉴드.
브레이븐 X / Braven X
파워업 형태인 X모드. 글렌의 우직하게도 행동을 믿는 마음에 호응하여 발현. 무기는 샤이닝 울프레드 소드. 필살기는 검의 참격을 쏘아대는 울프레드 빔, 울프레드 크로스 빔과 가슴의 입에서 쏘아내는 울프레드 버스트.
버닝 브레이븐
5갈래 선의 드래곤 큐브 중 하나를 흡수하여 불꽃 속성을 획득한 브레이븐.
버닝 브레이븐 Σ
파워업 형태인 Σ 모드. 필살기는 버닝 갠트 소드.

와시자키 세이란 (鷲崎 セイラン) / Ceylan Jones
성우 - 김도영 (한국어판) / 칸다 아케미 (일본어판) / 토드 하버콘 (북미판)
글렌과 옆자리가 되어 친구가 된 소년으로 반 친구. 타인과 사이좋게 지내려고 하는 뜨거운 생각의 소유자. 글렌이 말하기를, 멤버중에서 파고드는 담당.
트리뷰톤 / Tributon
텐카이 나이트 4용사 중 한 명으로 필중인 스나이퍼 형. 파랑과 매가 모티브. 무기는 고속연사에 능한 크로스보우형의 호크 스트라이커.
트리뷰톤 X / Tributon X
파워업 형태인 X모드. 세이란이 모두를 생각하는 마음에 호응하여 발현. 필살기는 헤비호크 스트라이커.
블리자드 트리뷰턴
5개로 나뉜 선의 드래곤 큐브 중 하나를 흡수해 얼음 속성을 획득한 트리뷰톤.
블리자드 트리뷰톤 Σ
파워업 형태인 Σ 모드. 필살기는 블리자드 스파이럴 애로우.

두기 / 카메야마 토쿠사 (亀山トクサ) / Toxsa Dalton
성우 - 김하영 (한국어판) / 미즈마 마키 (일본어판) / 벤저민 디스킨 (북미판) / 천잉 (홍콩판)
이마에 스카프를 두르고 있는 소년. 4명중 최연소인 초등학교 4학년. 마이 페이스로 제멋대로인 성격. 당초는 츄우키와 둘이서 행동하고 있었다.
바론 / Valorn
텐카이 나이트 4용사 중 한 명으로 중장갑의 파워 파이터. 초록색이며 거북이 모티브. 무기는 광탄을 쏘는 창.
바론 X / Valorn X
파워업 형태인 X모드. 다른 3명이 X모드가 될 수 있는 가운데, 혼자만 될 수 없는 것으로부터 숨어서 특별 훈련을 하고 있었는데, 그것이 다른 동료에게 드러났을 때의 심술적인 감정으로 발현 가능하게 된다. 네 명 중에 마지막으로 X모드 됐어
가이아 바론
다섯 갈래 선의 드래곤 큐브 중 하나를 흡수해 대지 속성을 획득한 바론.
가이아 바론 Σ
파워업 형태인 Σ 모드. 필살기는 가이아 메가리스 크래시.

조이 / 하치스카 츄우키 (蜂須賀チュウキ) / Chooki Mason
성우 - 서유리 (한국어판) / 타네다 리사 (일본어판) / 프라이스 패픈브룩 (북미판)
문무 양도의 천재 소년 4명 중에서는 제일의 최연장인 초등학교 6학년으로, 모두를 정리하는 야무진 사람. 천재라는 자부심에서 비롯된 자신감 때문이기도 하고, 멤버들 중 낚시를 전혀 못했을 때는 반미치광이가 되기도 한다. 워호스커스에서 받은 저주의 영향으로 한때 연쇄적인 불행을 부르는 상태가 됐지만 이것이 X모드로 가는 열쇠가 되어 불행을 호기로 간주해 워호스커스를 쓰러뜨리고 원상태로 돌아간다.
라이덴돌 / Lydendor
텐카이 나이트 4용사 중 한 명으로 질풍의 스피드 파이터. 황과 벌이 모티브. 무기는 쇠사슬이 늘어나는 체인 나이프와 방패로도 사용할 수 있는 십자 수리검 스핀 실드.
라이덴돌 X / Lydendor X
파워업 형태인 X모드. 저주상태를 역경으로 극복하는 프라이드에서 발현. 무기는 라이트닝 체인 나이프 스핀 실드 X. 필살기는 파이널 토네이도.
썬더 라이덴돌
5개로 나뉜 선의 드래곤 큐브 중 하나를 흡수해 번개 속성을 획득한 라이덴돌.
썬더 라이덴돌 Σ
파워업 형태인 Σ 모드. 필살기는 썬더 파이널 어택.

켄 / 이누카이 겐 (犬飼ゲン) / Gen Inkai
성우 - 이미나 (한국어판) / 사와시로 미유키 (일본어판) / 유리 로언솔 (북미판)
7화에서 글렌이들이 4명으로 활동하게 된 후 찾아온 전학생. 글렌이랑 세이란이랑 같은 반 츄키와 같이 문무양도이지만, 타인을 가까이 하지 않고 혼자서 활동한다.
텐카이 나이트의 정체를 알면서도 특히 글렌에게 뭔가 느껴지는 구석이 있는 듯 강한 집착을 보이며 표리부동한 존재로 여러 차례 대화하기도 했다. 한때 알뜰하게 살다가 부모의 이별로 친구도 잃었다. 그 핸디캡도 자구노력으로 극복하려고 문무양도를 지향했지만 일에서 배신당하고 실패하고 절망한 아버지가 사라지는 바람에 모든 것을 비관하고 세계를 파괴할 힘을 원하게 됐다. 블록은 힘을 바라는 과정에서 노토스로부터 받았다.
흑천의 열쇠의 있는 곳을 찾을 수 있도록, 벤험 시티의 맨션의 일실에서 고대 건축과의 관련성을 조사하고 있었다.
일단 비클립스와 공동관계가 되고 있지만 자신과 베니가 가진 어떤 목적을 위해 비클립스마저도 이용할 생각으로 움직이고 있다.
이후 흑천의 열쇠를 손에 넣어도 빌리우스의 손에 넘어가 전의를 상실하지만, 포기하지 않는 텐카이 나이트의 모습을 보고 함께 드래곤 큐브를 흡수해 G모드로 변화시켜 빌리우스를 쓰러뜨린다. 결선 후에도 글렌들의 동료로서 행동하고 있다.
그 후 글렌을 지키고 싶은 마음이 드래곤 큐브에 반응해 질풍의 흑기사가 된다.
게다가 동료를 진심으로 믿는다는 큰 심경의 변화가 모드 각성으로 이어져 진정한 5번째 텐카이 나이트가 됐다.
흑기사 / Dromus
브레이븐과 비슷한 수수께끼의 전사. 1화에서 슬라이거, 브라이녹스와 함께 빌리우스에게 나타난다. 브레이븐들과 접촉했을 때, 스펙트로스가 회수하려고 했던 드래곤 큐브를 어딘가로 가져가 버린다. 썬더버드와의 초전에서는 회오리바람의 일섬으로 일축한다. 부차적인 산물도 만들어 내는 두뇌도 갖추고 있다.
흑기사 X / Dromus X
흑기사의 파워업 형태왼쪽 가슴의 눈동자에 상처가 있는 것 이외에는 검은 브레이븐 X라고 해야 할 판박이의 모습이다. 필살기는 가슴에서 발하는 블랙 가로우.
질풍의 흑기사
5개로 나뉜 선의 드래곤 큐브 중 하나를 흡수해 바람 속성을 획득한 흑기사.
질풍의 흑기사 Σ
파워업 형태인 Σ 모드. 필살기는 질풍, 흑랑파.

베니 (ベニ) / Beni
성우 - 문유정 (한국어판) / 아사노 마스미 (일본어판) / 니카 퍼터먼 (북미판)

겐이 있는 벤험 시티에 귀성 온 소녀. 겐과 같이 맨션의 일실에 주거를 마련한다.
겐이 글렌을 걱정하는 모습을 보고 그녀도 변장을 하고 글렌과 접촉한다. 이후에도 맨얼굴로 글렌들을 접촉해 XX 모드가 되기 위한 시련의 장까지 안내한다.
비클립스의 본거지 앞 전투에서 흑기사로부터 도망치던 중 브레이븐 X의 도움을 받은 뒤 골동품점 옆에서 정신을 잃고 있던 것을 소지하고 있던 블록과 함께 발견된다. 간호된 곳에서 큐브 행성에 입은 직후의 흑기사의 힘을 동경해 사제 관계를 가져 흑천의 열쇠를 찾고 있던 것이나 흑기사의 목적을 이야기해, 글렌들과 흑천의 열쇠를 찾는 협력 관계를 맺는다. 반신반의하고 있음을 자각하고 있음을 글렌에게 고백한다고 믿는다는 말에 마음이 조금씩 변해간다.
이유는 불분명하지만 비클립스에 협력하고 있다.
결전 후에는 글렌들의 동료가 된 겐과는 달리, 스펙트로스와 비클립스의 어느 쪽에도 속하지 않는 제삼 세력으로 행동하고 있다.
베네타 / Venetta
속도에 특화된 교란전법을 자랑하는 닌자적 쌍검전사. 분홍과 거미를 모티브로 한다.
연막과 접착성을 가진 거미줄을 이용해 발을 붙일 수 있으며 X모드의 텐카이 나이트도 능숙한 기동으로 압도한다.

내비게이션 시스템 / A.I.
성우 - 이인석 (한국어판) / 야나기다 준이치 (일본어판) / 크리스핀 프리맨 (북미판)
텐카이 나이트들의 음성 네비게이트 시스템. 글렌들의 행동에 대해 어드바이스를 하거나 음성 지시에 따라 조작을 지원한다. 일단은 지원이라는 담당이지만, 번거로운 지시를 해야 하는 등 융통성 없는 부분이 있다. 텐카이 드래곤으로의 커넥트도 할 수 있다.
텐카이제트 파이어버드 / Protojet
브레이븐들의 4명이 합체한 비행형태. 당초에는 구체적인 합체방법을 알지 못하고, 우연히 내뱉은 "합체"에 네비게이션 시스템이 반응하여 가능해졌다. 이름 그대로 불빛이나 몸싸움 공격이 가능. 또한 브레이븐, 트리뷰톤과 비그들 스펙트로스병과도 일레귤러하면서 합체가 가능하고 썬더버드와 개별적으로 출현할 수 있다.
완구로는 브레이븐, 트리뷰톤, 스펙트로스 레드워리어, 스펙트로스 블루워리어가 합쳐진다.
텐카이제트 썬더버드 / Air Lancer Jet
브레이븐들의 4명이 합체 한 비행 형태, 파이어버드와는 다른 플랜 B로서 내비게이션 시스템이 변형을 판단했다. 필살기는 선단에서 방출하는 뇌격 광선 썬더버드. 또한 바론, 라이덴돌와 비그들 스펙트로스 병과도 일레귤러 하면서 합체가 가능.
완구로는 바론, 라이덴돌, 스펙트로스 그린워리어, 스펙트로스 옐로워리어가 합쳐진다.

### 스펙트로스 / The Corekai Soldiers
비그 / Beag
성우 - 신경선 (한국어판) / 챠후린 (일본어판) / 카일 에이베어 (북미판)
스펙트로스의 부대를 이끄는 장. 다시 활동한 텐카이 나이트들에게 전적으로 신뢰를 주고 협력한다. 구체적으로는 만심 상태인 텐카이 나이트의 여유 모습조차도 적극적인 방향으로 파악할 정도이다. 브레이븐들이 오기 전에는 드래곤 큐브를 모으기 위해 각처에 있는 큐브를 회수 작업을 하고 있다. 신체 부품이 스펙트로스병에 있는 빨강 파랑 노랑 초록을 모두 갖춘 외관을 갖고 있다.
스펙트로스병 (스펙트로스 워리어) / Corekai Soldiers
일반병들. 색마다 (색명)·워리어라는 명칭으로 불린다. 비클립스측과 달리 부활은 불가능하지만 상황에 따라서는 텐카이 나이트들을 몸으로 지키는 충실함을 갖는다.
볼트 제트 / Volt Jet
스펙트로스 비행 부대의 전투기코어 자체가 비스트와 같기 때문에 반전 장치에 의해서 비클립스의 디스트로이 그리폰으로 변화시켜 버린다.
버닝 브레이븐의 쌓인 분노에 호응해 Σ모드 부품을 걸친 '볼케노 제트'로 변화한 것도 있다. 이 형태로는 주위의 얼음도 녹이는 불꽃을 걸친 돌진이 가능.
스트라이크 버스터 탱크 / Blas Tank
스펙트로스의 지상용 전투 차량볼트·제트와 기본 구조는 동일하기 때문에 반전 장치에 의해 비클립스의 워호스로 변화시킬 수 있다. 블리자드 트리뷰톤의 키이로와의 약속을 완수한다는 생각으로 얼음 속성의 직립형 '프리징 탱크'로 변형. 무수한 얼어붙는 에너지를 발사할 수 있다.

### 비클립스 / The Corrupted Army
빌리우스 / Vilius
성우 - 이현 (한국어판) / 아키모토 요스케 (일본어판) · 토비타 노부오 (일본어판 · 부활 후) / 크리스핀 프리맨 (북미판)
비클립스를 통솔하는 악의 대제. 원래는 스펙트로스 소속이었지만 사악한 파괴사상을 중시해 추방되고 복수로 큐브 행성을 지배하려고 전쟁을 일으킨다. 부하의 행동이 한심하거나 자신의 힘을 시험할 때 스스로 전선에 내려오기도 한다. 큰 그릇을 가진 무인으로 부하들에게는 기본적으로 관대하나 배신한 자에게는 용서하지 않는다. 가디언들과는 과거에 전투했던 경험도 가진다.
텐카이 드래곤 전투에서 포박에는 성공하지만 대신 첫 패배를 당하게 된다. 그 후의 부활 속에서, 사로잡힌 발론으로부터 추출한 지구의 풍경으로부터 새롭게 지구 정복을 시야에 넣는다. 그 결과 텐카이 나이트들이 지구를 오간다는 정보를 입수한다.
아지트에서 악의 텐카이 드래곤을 기동시켜, 싸우러 온 텐카이 나이트들과 흑기사 일행을 쫓아도, 최종적으로 드래곤 큐브를 집어넣고 G 모드가 된 텐카이 나이트들에게 넘어져, 이미 재생 장치가 파괴되었기 때문에 두 번 다시 부활하지 않는다고 여겨지고 있었다. 그러나 언젠가 또 다른 악이 나타날 것으로 예견한 노토스의 제안으로 지배하에 두는 것을 전제로 부활됐지만 결과력 넘치고 젊어진 모습으로 부활하자 거꾸로 가디언을 지배하에 뒀다. 그리고 텐카이 드래곤을 재획득하기 위해 G 모드의 텐카이 나이트에 압도적인 전투를 벌였으나 흑기사의 난입으로 분해된 드래곤 큐브의 악을 흡수해 일시적으로 움직일 수 없게 된다. 이후 악의 드래곤큐브의 에너지를 흡수해 버린 빌리우스는 더욱 막강한 네오 빌리우스가 됐다.
부활하고 네오 빌리우스가 된 뒤로는 젊어지면서 존댓말로 이야기하게 됐다. 그러나 옛날 그릇의 큰 무인적인 성격이 아니라 부하의 실수에 눈총을 주었다. 충장의 기량은 있고 전술적인 시각에서 후퇴하기도 한다.
무기는 버스터 트라이던트에 빌 실드.
빌바트 / Xenoship
다른 비클립스병과 함께 합체한 비행형태. 빔이나 음파공격을 장기로 한다.
완구로는 빌리우스, 비클립스 커맨더, 토록스, 발탁스가 합쳐진다.
빌리우스 X / Vilius X
파워업 형태무기는 그란 버스터 트라이던트. 필살기는 다크네스 볼트.

브라이녹스 / Granox
성우 - 안효민 (한국어판) / 에가와 히사오 (일본어판) / 스티븐 블룸 (북미판)
장군 중 한 명으로 코뿔소를 모티브로 하고 있다. 힘으로 밀어붙이는 저돌 맹진무기는 압력을 일으키는 배틀 액스. 죽어도 빌리우스에 의해 되살아난다.
브라이녹스 X / Granox X
브라이녹스의 X모드 형태. 무장은 거대한 곤봉 모양의 해머다.
브라이로스
워호스 커스와 드래곤 라이트닝으로 합체된 모습. 워호스가 가진 빔포에 의해 후방 지원이 가능해진다.

슬라이거 / Slyger
성우 - 김혜성 (한국어판) / 이마루오카 아츠시 (일본어판) / 크리스핀 프리맨 (북미판)
장군 중 한 명으로 표범이 모티브. 지략가. 무기는 전격을 가할 수 있는 열쇠 발톱. 브라이녹스처럼 죽어도 빌리우스로 인해 여러 차례 되살아났다.
슬라이거 X / Slyger X
브레이거
브라이녹스와 슬라이거, 비클립스병 2구로 구성된 까마귀형 비행형태. 지중 잠항능력을 지녔다.
스카이가
슬라이거 X와 디스트로이 그리폰이 드래곤 라이트닝에 의해 합체한 모습. 상반신이 슬라이거 X의 디스트로이 그리폰 형태로 되어 있어 기동력을 대폭 획득한 상태에서 슬라이거 X의 공격이 가능해진다.

비클립스병 (비클립스 트루퍼) / Viklips Trooper
검은색으로 통일된 일반병이며, 장군들의 지시에 따라 바닥에서 복병이 나타나기도 한다. 사령관급은 비클립스 코맨더로 불린다.
흑기사
#텐카이 나이트/The Tenkai Knights. 비클립스에 갑자기 가담한 식객.
브루투스 / Rho
성우 - 시무라 토모유키
빌리우스에 의해 강화된 돌격병무기는 블라스터 건. 원래는 일반병이었지만 브루투스가 된 후에는 빌리우스의 명으로 브라이녹스의 참모역을 맡게 된다. 그러나 브라이녹스에 대해 신랄하고 거만한 태도를 취하는 바람에 충돌한다. 바론을 납치해 데이터 회수라는 공적을 남기지만, 플라잉 킬러즈의 힘을 과신해 단독 돌격했지만, 첫변형한 바론 X에 의해서 쓰러진다.
완구로는 비클립스·트루퍼의 명칭.
플라잉 킬러즈 / Flying Darkwing Specter
브루터스와 3장의 비스트로보(가톡스, 개녹스, 길택스)가 합쳐진 4장의 날개를 가진 비행 메카. 훈련 중인 바론과 비그에 기습을 가하기도 했다.

토록스 / Hos
파이톤 타입의 비스트로보. 등에 캐논을 장착. 중장 형태의 토록스 X가 될 수 있으며, 게다가 드래곤 라이트닝으로 거대화 가능.
가톡스 / Grayden
마견 타입의 비스트로보. 꼬리를 채찍으로 쓰다.
개녹스 / Balthaz
바디가 붉은 마견 타입의 비스트로보.
길택스 / Deviak
박쥐 모양의 비행수. 날개에 2개의 캐논을 든다.
바르턱스 / Sho
비행수. 날개에 빔건을 장착. 드래곤 큐브 수송 등에서 등장.
디스트로이 그리폰 / Sky Griffin
슬라이거가 사용하는 그리폰형의 중형 비스트로보.
또한 흑기사가 사용하는 반전 장치에 의해 볼트, 제트가 변형된 모습으로 등장. 네오 빌리우스의 원조로 불속성을 가진 블레이즈 그리폰으로 변화하기도 했다.
워 호스 / War Stallion
브라이녹스가 사용하는 말 모양의 중형 비스트로보. 이동하면서 교란 사격 공격을 장기로 한다. 워호스커스는 능력을 반감시키는 저주가 담긴 포신 2문을 갖춘 중무장으로 돼 있다.
또한 흑기사가 사용하는 반전 장치에 의해 스트라이크, 버스터, 탱크가 변형된 모습으로 등장.
네오 빌리우스의 힘에서 얼음 속성을 얻은 아이스 워 호스로 변화한 것도 있다.이쪽은 발사한 빔으로 대상을 얼릴 수 있다.

### 가디언
가디언 보레아스 / Boreas
성우 - 최한 (한국어판) / 소야 시게노리 (일본어판) / 스티븐 블룸 (북미판)
큐브 행성의 장로이자 문의 수호자지구에 블록 상태로 몸을 두고 있으며 홀로그램을 통해 의사소통을 한다. 화이트를 통해 큐브 행성와 지구의 위기를 알리고 화이트와 함께 글렌들에게 조언을 맡긴다. 텐카이 드래곤을 부활시키기 위해 큐브 행성로 돌아왔을 때, 그대로 현지에서 텐카이 나이트를 지원하는 길을 택한다. 원래는 큐브 행성을 수호하는 4개의 가디언의 파랑 중 한 명.
가디언 노토스 / Notus
성우 - 이인석 (한국어판) / 우메즈 히데유키 (일본어판) / 벤저민 디스킨 (북미판)
큐브 행성을 수호하는 가디언의 빨강 중 한 명.
베니의 안내처로 큐브 행성에 날아간 텐카이 나이트들에게 강해지기 위한 시련을 준다. 혼돈 속에서 나오는 조화를 원하고 기본적으로 관망하는 다른 가디언과 달리 세계를 움직이기 위해 흑기사에 협력했다.
가디언 에우로스 / Eurus
성우 - 강시현 (한국어판) / 네야 미치코 (일본어판) / 카일 에이베어 (북미판)
큐브 행성을 수호하는 가디언의 녹색 중 한 명.
가디언 제피로스 / Zephyrus
성우 - 정주원 (한국어판) / 야나기다 준이치 (일본어판) / 매슈 머서 (북미판)
큐브 행성을 수호하는 가디언의 노랑 중 한 명.

### 기타 / Other characters
텐카이 드래곤 / Tenkai Dragon
큐브 행성의 최종 방어 시스템인 백희룡. 행성 방위를 위해서 선악을 판별하지 않고, 위협이 되는 대상을 섬멸한다. 방어에 관해서는 자율적이지만 드래곤 큐브 상태로 회수되는 것으로 제어되고 있다고 한다. 이전의 전쟁으로 교착 상태 끝에, 양군 모두도 큐브 행성으로 날뛰어, 그 후 4개의 드래곤 큐브로서 분할해 각지에 흩어진다. 다시 시작하려면 선한 드래곤의 백천의 열쇠나 악한 드래곤의 흑천의 열쇠가 필요하다. 기동 후에는 키를 가진 상태에서 텐카이 드래곤에 회선을 접속하면 사역이 가능해진다.
백천의 열쇠로 부활하지만 부활 자체가 비클립스의 계획이며 흑기사에 의해 잡힌다.
화이트 / Mr. White
성우 - 이종혁 (한국어판) / 후지와라 케이지 (일본어판) / 브라이언 비콕 (북미판)
벤험 시티의 골동품 가게 주인. 처음 방문한 글렌과 세이란에게 블록을 주어 큐브 행성의 세계로 유혹한다. 가디언 보레아스와 함께, 싸움으로 향하는 글렌들을 어드바이스등으로 서포트한다. 골동품상 안에 행성 큐브로의 전송 시스템 「포털」이 있다.
실은 전 텐카이 나이트이자 텐카이 드래곤의 작동방법을 글렌에게 전해줬다.
도나 / 카메야마 와카메 (亀山ワカメ) / Wakamei Dalton
성우 - 박고운 (한국어판) / 타카모리 나츠미 (일본어판) / 케이트 히긴스 (북미판)
토쿠사의 누나로 토쿠사에게 있어서 고개를 들 수 없는 존재. 본가 레스토랑의 웨이트리스를 하고 있으며 여자 축구단 풍림화산도 하고 있다. 웨이트리스로서는 동시에 받은 주문도 정확하게 판단할 능력이 있다.
레스토랑 실무로 바쁜 부모님을 대신해 토쿠사의 보살핌으로 신뢰를 받고 있어 그녀 자신도 토쿠사를 소중히 생각하고 있다. 평소와는 달라진 행동에서 비밀이 없는지 토쿠사를 따졌는데, 전투중의 동료에게 향하고 싶었던 토쿠사 자신이 텐카이 나이트로서 행동하고 있는 것을 밝혀져 위험하다고 차고에 연금해 보았지만, 설득하러 온 글렌과 함께 빠져나와 뒤를 쫓은 골동점에서 화이트로부터 싸우는 모습을 보는 토쿠사를 응원해, 텐카이 나이트로서 싸우고 있는 것을 잊으라고 화이트로부터 결의하면서 조언을 받아, 화이트로부터 싸우고 있는 것을 잊으라고.
창우 / 아키라 (アキラ) / Roberto
성우 - 강시현 (한국어판) / 사오토메 쇼 (일본어판)
글렌이들 반 친구. 1화부터 곳곳마다 모습을 보이고 있으며 9화에서 뚜렷한 캐릭터로 등장한다. 연약하지만 글렌들과 농구팀을 이룬다.
유이 / 하치스카 키로 (蜂須賀キイロ) / Kiro Mason
성우 - 김연우 (한국어판) / 코바야시 마사 (일본어판) / 로라 베일리 (북미판)
츄키의 어린 동생. 츄키 가라사대 장난꾸러기 성격이라지만, 츄키 이외의 텐카이 나이트 면면에 뒷바라지를 맡겼을 때 보인 천진난만한 행동에 말괄량이 성격으로 평가된다. 자주 외출하는 오빠 대신에 다이다이라는 개 인형을 가지고 있다.
다이타이가 테트라화했을 때에 세이란이 코어 블록으로 확인했을 때에 강탈해 한 소동을 일으키지만, 세이란의 설득으로 일을 수습하고, 후에 놀 약속을 받아낸다.

## 용어집
큐브 행성 / Quarton
우주 어딘가에 있는 입방체의 행성. 블록 생명체라 불리는 핵이 되는 코어 블록을 중심으로 6면체의 블록으로 변형할 수 있는 자들이 살고 있다. 몇 읍내 구만년에 걸쳐 손꼽히는 스펙트로스와 비클립스의 싸움이 계속되고 있었지만, 텐카이 드래곤의 출현에 의해 일시 수습 상태가 되고 있었다. 비클립스 측이 혹성 큐브를 지배해 버리면 시간 좌표 고정이 어긋나 지구 시공으로 실체화돼 그대로 지구와 충돌하는 것으로 알려져 있다.
포털의 손상으로 시공의 뒤틀림에서 보인 융합화된 미래에서 비클립스의 군단이 나타났을 때 X모드의 블록 생명체가 지구에서는 빌딩만큼 거대한 존재임이 밝혀졌다.
융합 전 큐브에서 지구로 포털을 경유해 오는 경우는 블록이 아닌 매끄러운 무기물의 생명체로 변질된다.
드래곤 큐브 / Dragon Cubes
텐카이 드래곤을 구성하는 일부. 텐카이 드래곤의 유린이 끝난 뒤 5개의 작은 큐브로 분리돼 행성 큐브 곳곳에 흩어져 있다. 양군은 향후 전개에 대비해 텐카이 드래곤을 제어하기 위해 이를 모으는 것이 급선무다.
기동에 있어서는 2개의 키 중 어느 하나를 더 사용할 필요가 있다.
비클립스의 아지트에서의 결전에서 한번 큐브가 된 후 텐카이 나이트들에게 흡수되어 G모드 발동의 계기가 된다. 이후 선악이 뒤섞인 텐카이 드래곤을 공격하면서 선악의 큐브로 분해돼 텐카이 나이트와 빌리우스가 더욱 힘을 얻는 계기가 됐다.
벤험 시티 / Benham City
바다와 산 사이에 위치한 도시로 지구측에서의 무대이다. 차세대 광역전파탑으로 세계에서 가장 높다는 벤험 타워가 우뚝 서 있다. 하지만 미완성인 부분이 많다. 글렌의 아버지는 이 탑의 기술설계사로 왔다. 백천의 키와 마찬가지로 흑천의 열쇠가 존재하는 곳이기도 하다.
X 모드 (캐나다판에서는 타이탄 모드) /Titan Mode
텐카이 나이트들의 어떤 감정이 고조되었을 때 발동 가능한 텐카이 에너지 업 모드.
거대 블록으로 변신하고, 이로부터 원래의 모습과 비슷한 거대한 텐카이 나이트로 변형된다.
X모드중에서는 보통 때에 비해 수십배의 파워를 발휘 가능. 한번 X모드로 발동할 수 있게 되면 자신의 의사로 발동이 가능해진다. 다만 평소와 비교해 체력 소모도 눈에 띄게 커진다.
일본판에서는 이름 뒤에 X가, 캐나다판에서는 그 뒤에 특정 이름이 더 붙게 되어 있다.
XX 모드 / Titan Fusion
가디언 노토스가 벌인 시련 속에서 발현된 제2의 파워업 모드.
X모드로 된 텐카이 나이트 2개가 코어째 합체된 모습이 되어 몸체측이 특징으로 하는 상태가 대폭 향상된다.
Σ 모드
네오 빌리우스에 의해서 자신의 텐카이 에너지로부터 X 모드로 되는 것을 봉해진 텐카이 나이트가, 새로운 수단으로 발동하는 텐카이 에너지 업 모드.
버닝 브레이븐이 주위의 불의 텐카이에너지를 잡아 들임으로써 최초로 변형 가능하게 되었다. 단, X 모드와 같이 한 번의 발동으로 그 후 간단하게 되는 것이 아니라 일정한 조건이 있다.

화이트드래곤 키 · 블랙드래곤 키 / 백천의 열쇠 · 흑천의 열쇠 / Black Key and White Key
텐카이 드래곤을 제어하는 데 필요한 열쇠. 백천의 열쇠가 선의 힘, 흑천의 열쇠가 악의 힘으로서 텐카이 드래곤 제어의 근간적 부분에 작용한다.
흰 천의 열쇠는 벤햄시티 박물관에 전시되어 있던 석판이 변화한 것으로서 출현했는데, 그 때 누군가에게 도둑맞았고, 그 후 글렌과 츄키가 그 수수께끼의 인물과의 수수께끼 내기 레이스 끝에 회수한다. 흑천의 열쇠는 베니와의 조사에서 블록이 가지는 에너지의 공명 반응으로부터 벤험 타워에 있는 것이 판명된다. 글렌들이 이후 회수하지만 동행한 베니와 갑자기 나타난 겐, 도피를 도운 노토스에 의해 탈취당한다.
드래곤 네스트 / Dragons Nest
텐카이 드래곤 부활에 필수불가결한 오래된 성지. 텐카이 나이트들이 빌리우스를 한 번 쓰러뜨린 전쟁터이기도 하다.
반전 장치 / Core Corrupter
흑기사의 어떤 개발로 태어난 부산물 지팡이. 블록 생명체의 핵심이 동일한 것으로 이것이 선인지 악인지 어느 한쪽을 결정함으로써 변화하는 성질 하에 블록 생명체로 반전장치로부터 방출되는 부품을 장착하면 대상이 되는 선악의 모습으로 반전되어 버린다.
포털 / 하이퍼드롭십 / Portal and Dimensional Dropship
흰색 가게 안쪽에 있는 지구와 행성 큐브를 연결하는 아공간 게이트를 포털이라고 부른다. 포털은 물질 운반이 가능한 두 세계를 오갈 수 있는 수송선 하이퍼드롭십으로 모드 체인지가 가능했으며, 백천의 열쇠를 지구에서 직접 수송하는 데 이용됐으며, 텐카이 나이트들을 드래곤즈네스트로 실어 나르게 하는 기능도 했다.
행성큐브에서는 하나가 천계에서 보호받고 있으며 비클립스의 습격으로 손상된 결과 지구와 큐브행성의 융합화를 앞당기게 된다.
구속 장치 / Tenkai Reversal Inductor
텐카이 드래곤을 포박하기 위한 장치. 원리로서 텐카이 드래곤이 가지는 에너지를 이용하고 있으며, 이것을 이용하면서 추출을 노리고 있다.
재생 장치/Reassembly Device
비클립스의 파괴된 코어를 재생하기 위한 장치. 이로써 빌리우스를 포함해 항상 세력이 끝없는 싸움이 가능해진다.
에너지 변환 장치 / Energy Conversion Device
구속된 텐카이 드래곤의 흰하늘 에너지를 반전하여 비클립스 측에 유효한 에너지원으로 전용하는 장치. 이것에 의해 모아진 에너지를 「드래곤 라이트닝」으로서 블록 생명체에 쏟아 붓는 것으로 거대화시킬 수 있다.
가디언
큐브행성을 수호하는 신에 가장 가까운 존재. 평소에는 천계에 자리를 잡고 있다가 비클립스가 쳐들어왔을 때는 일격에 대부분의 잡병을 멸하는 힘을 갖는다. 악의 드래곤 큐브를 네오 빌리우스에 의해 흡수해 버렸을 때 '블랙 가디언'이 된다.
골렘
블랙 가디언이 주위의 비클립스 트루퍼를 대량으로 포섭해 골격이 많은 블록으로 구성된 거대한 블록 생명체로 변화한 모습. 변화하는 형태는 각 가디언마다 다르며 거인형, 거조형, 구렁이형, 대형 네발짐승형으로 분류된다.
스포츠 닌자
벤햄시티에서 유행하는 스포츠의 일종으로 유단제도가 있다. 일반적으로 알려진 닌자의 훈련법과 기량 조절 등으로 심기체를 단련할 수 있다. 블랙 가디언에 대항하기 위해서 글렌들은 겐의 소개로 경험해 나가게 된다.
텐카이 포트리스
네오 빌리우스나 베니가 노리는 병기명. 홍이 가진 탐사장치에서 어느 정도 위치를 찾을 수 있다. 안치되어 있는 유적에는 보이지 않는 벽이 설치되어 있다.
테트라화
지구에서의 물체가 블록 형태로 변질되는 현상. 초기 단계에서는 대상은 작은 물체이지만 점차 대형 시설이나 인간도 테트라화 될 것으로 예측되고 있다. 특히 텐카이포트리스 탐색시에 일시적으로 테트라화가 심해진다.
블록화하고 있는 물체는 텐카이나이트의 블록을 가까이하는 것으로 일시적으로 원상태로 돌아간다.
사루라루란도
텐카이 포트리스의 눈앞에서 갑자기 날아간 수수께끼의 세계. 큐브행성에서는 볼 수 없는 수풀이 무성한 것이 특징이다. 솟아 있는 유적지에 살랄란드를 통솔하는 몽킹과 다수의 원숭이형 블록 생명체가 있다.

## 스탭

### 우리말 녹음
- 기획 - 심상백
- 수입 / 배급 - 송경아, 이재경, 허조영, 강명훈
- 편성 - 황태훈, 정헌식, 신지연, 하근희
- 운행 - 나보람, 윤정아, 신지혜
- OAP - 배정민, 김효정, 김선철
- CG - 이정은
- 번역 - 김보람
- 녹음 / 믹싱 - 박성용
- 종합편집 - 임수민
- 조연출 - 오경석
- 연출 - 황태훈

### 일본어판 스태프
- 원안 - Spin Master
- 기획 - 후지타 료, Ronnen Harary, Jennifer Dodge, Joshua Fisher, Matthew Wexler, John Easum
- 감독 - 혼고 미츠루
- 시리즈 구성 - 카나다 진 (제1화 - 제26화) → 오노기 히로시 (제27화 - 제51화)
- 메인 캐릭터 디자인 - 카와모토 도시히로
- 캐릭터 디자인 - 후지타 시게루
- 3DCG 캐릭터 디자인 - 야나세 타카유키 후지로우
- 3DCG 연출 - 이케조에 타카히로
- 컨셉 디자인 - 아라마키 신지
- 프롭 디자인 - 히라타 료
- 총작화 감독 - 후지타 시게루, 스기우라 코지
- 미술 감독 - 이노우에 카즈히로
- 미술 디자인 - 스에 노부토
- 2D 색채 설정 - 고토오 유카리
- 2D 촬영 감독 - 헌책 마유코
- 3DCG 색채 설정 - 나가오 슈미
- 3DCG 촬영 감독 - 마스모토 유키히로 (1화 - 6화) → 고토 하루카 (제7화 - 제40화) → 마스모토 유키히로 (제41화 - 제51화)
- 편집 - 나가사카 토모키
- 음향 감독 - 모토야마 테츠 (제1화 - 제26화) → 와타나베 준 (제27화 - 제51화)
- 음향 제작 - HALF H·P STUDIO
- 음악 - MONACA
- 음악 프로듀서 - 타나카 미치히데
- 음악협력 - TV 도쿄 뮤직 · 빅터뮤직아트 · 쇼가쿠칸 뮤직 & 디지털 엔터테인먼트
- 3DCG 프로듀서 - 나카무라 류
- 3DCG 제작 - 쇼가쿠칸 뮤직&디지털 엔터테인먼트
- 플래닝 매니저 - 진구지 마코토 (1화 - 제39화) → 모리 타케겐 (제40화 - 제51화), 야부타 마나부 (TV 도쿄)
- 애니메이션 프로듀서 - 오오야부 요시히로
- 애니메이션 프로듀스 협력 - 나카야마 코타로
- 슈퍼하이징 프로듀서 - Joyce Miller, 호리구치 다니엘
- 라인 프로듀서 - Courtney Sanford, Ben Maloney
- 어시스턴트 프로듀서 - 야마우치 미라이 (1화 - 13화) (TV 도쿄)
- 프로듀서 - 사사키 료 (제1화) → 마츠야마 스스무 (제2화 - 제51화) (TV 도쿄), 네기시 토모야
- 애니메이션 제작 총괄 - 미나미 마사히코
- 애니메이션 제작 - 본즈[3]
- 제작협력 - 해피넷 반다이 남코 게임스
- 제작 - 쇼가쿠칸 슈에이샤 프로덕션 · SPIN MASTER · 테레비도쿄
- 저작권 표기 - ©2014 SPIN MASTER LTD. / Shogakukan-Shueisha Productions Co., Ltd. All rights reserved.[4]

### 영어판 스탭
- PRODUCTION MANAGER - Marsha Knapp Dunleavy
- WRITTEN BY (English Version) - Brandon Auman, Marty Isenberg, Ardwight Chamberlain
- SCRIPT RESEARCH SERVICES BY - The Rights Company
- ENGLISH VOICES - Johnny Yong Bosch, Todd Haberkorn, Bryce Papenbrook, Ben Disken, Brian Beacock, Crispin Freeman, Kyle Hebert, Steven J. Blum, Colleen O'Shaughnessy
- VOICE DIRECTORS - Jamie Simone, Mary Elizabeth McGlynn
- ENGLISH PRODUCTION BY - Studiopolis, Inc.
- PRODUCERS - Jamie Simone, Rita Majkut
- POST SUPERVISOR - James Lafferty
- PRODUCTION COORDINATOR - Sierra Leoni
- VIDEO EDITOR - Terry T. Marlin
- ASSISTANT VIDEO EDITOR - Sean Kelley
- ADDITIONAL VIDEO COMPOSITING - David Butterworth
- SOUND SWEETENING - Ron Saliases
- RE-RECORDING MIXER - Ernie Sheesley
- RECORDING ENGINEER - Ryan Johnston
- MUSIC COMPOSED BY - John Majkut, MONACA
- OPENING THEME BY - John Majkut
- SUPERVISING MUSIC PRODUCER - John Majkut, Motohide Tanaka, Shogakukan Music & Digital Entertainment Inc.
- BUSINESS AND LEGAL AFFAIRS - Adam Beder, Katy Davis, Porsha Gauthier, Chris Harrs, Melissa Taylor
- FINANCE - Evangeline Saldana, Gaston Tano
- ASSISTANTS TO THE PRODUCERS - Jodie Hamilton, Tara Lynn
- DISTRIBUTED BY - Cartoon Network
- A SPIN MASTER PRODUCTION

## 주제가
모두 일본어판
오프닝 테마 'Get the glory'
작사·노래 - 나카노모리 아야코 / 작곡·편곡 - WEST GROUND / Song by 김도영
엔딩 테마
'순간 Diamond' (1화~13화)
작사 - rihoco / 작곡 - 이시카와 요센 / 편곡 - 히라가 노부아키, 키무라 아쓰시 / 노래 - 요코야마 루리카 / Song by 김도영
'승리의 꽃다발을' - gonna gonna be hot!' (14화~26화)
작사 - SAKI / 작곡 - AZU / 편곡 - Ryosuke "Dr.R" Sakai & Cyntia / 노래 - Cyntia
'전설의 FLARE' (27화~39화)
작사 - 야스다 타카유키 / 작곡 - 시호리 / 편곡 - 나가타 나오유키 / 노래 - Pile
가사는 2번 A멜로와 후렴구가 쓰였다.
'녹지 않는 CANDY' (40화~51화)
작사 - 타다노 나츠미 / 작곡 - 에가미 코타로, Justin Moretz / 편곡 - 에가미 코타로, Justin Moretz, 츠노다 타카노리 / 노래 - 가챠가챠 댄서스

## 각 이야기 목록
| 화수            | 부제                     | 각본                              | 그림 콘티                         | 연출                        | 작화 감독                     | 방송일(일본)    | 방송일(대한민국) |
| --------------- | ------------------------ | --------------------------------- | --------------------------------- | --------------------------- | ----------------------------- | --------------- | ---------------- |
| 제1화           | 용사 브레이븐, 나타나다! | 카나다 진                         | 혼고 미츠루                       | 혼고 미츠루                 | 사이토 에이코                 | 2014년 4월 5일  | 2014년 8월 29일  |
| 제2화           | 텐카이드래곤의 비밀      | 카나다 진                         | 소노다 마사히로                   | 소노다 마사히로             | 안도 마사히로                 | 4월 12일        | 2014년 8월 29일  |
| 제3화           | 네 명의 용사             | 카나다 진                         | 미우라 요우                       | 미우라 요우                 | 나가사쿠 토모카츠             | 4월 19일        | 9월 5일          |
| 제4화           | 합체! 파이어버드         | 나리토나 시로                     | 소노다 마사히로                   | 소노다 마사히로             | 마츠모토 후미오               | 4월 26일        | 9월 5일          |
| 제5화           | 최강의 적 빌리우스       | 사몬 샤케코                       | 혼고 미츠루                       | 사토 이쿠로                 | 이즈모 타카아키               | 5월 3일         | 9월 12일         |
| 제6화           | 새로운 힘, X모드!        | 카나다 진                         | 소노다 마사히로                   | 소노다 마사히로             | 안도 마사히로                 | 5월 3일         | 9월 12일         |
| 제7화           | 세이란, 결사적인 싸움!   | 나리토나 시로                     | 미우라 요우                       | 미우라 요우                 | 나가사쿠 토모카츠             | 5월 10일        | 9월 19일         |
| 제8화           | 운을 되찾아라!           | 카나다 진                         | 하타노 코헤이                     | 하타노 코헤이               | 마츠모토 후미오               | 5월 17일        | 9월 19일         |
| 제9화           | 비그의 인도              | 사몬 샤케코                       | 이케조에 타카히로                 | 사토 이쿠로                 | 이즈모 타카아키 무라이 타카시 | 5월 24일        | 9월 26일         |
| 제10화          | 난 노력 같은 거 안 해!   | 나리토나 시로                     | 이시이 타카시                     | 하타노 코헤이               | 안도 마사히로                 | 5월 31일        | 9월 26일         |
| 제11화          | 반전! 선과 악            | 카나다 진                         | 미우라 요우                       | 미우라 요우                 | 나가사쿠 토모카츠             | 6월 7일         | 10월 3일         |
| 제12화          | 달려라! 글렌             | 카나다 진                         | 소노다 마사히로                   | 소노다 마사히로             | 안도 마사히로                 | 6월 14일        | 10월 3일         |
| 제13화          | 대결전                   | 나리토나 시로                     | 산죠 나미미                       | 사토 이쿠로                 | 후지타 시게루                 | 6월 28일        | 10월 10일        |
| 제14화          | 미래를 향한 한 걸음      | 카나다 진                         | 카마나카 노부하루                 | 카마나카 노부하루           | 마츠모토 후미오               | 7월 5일         | 10월 10일        |
| 제15화          | 강적! 베네타 등장        | 카나다 진                         | 미우라 요우                       | 미우라 요우                 | 나가사쿠 토모카츠             | 7월 12일        | 10월 17일        |
| 제16화          | 우리가 싸우는 이유       | 카나다 진                         | 소노다 마사히로                   | 소노다 마사히로             | 안도 마사히로                 | 7월 19일        | 10월 17일        |
| 제17화          | 낚아 올려라! 조이        | 나리토나 시로                     | 혼고 미츠루                       | 츠카다 타쿠로               | 쿠사카베 치즈코 하시모토 치에 | 7월 26일        | 10월 24일        |
| 제18화          | 발동! 더블엑스 모드      | 카나다 진                         | 이케조에 타카히로                 | 소노다 마사히로             | 마츠모토 후미오               | 8월 2일         | 10월 24일        |
| 제19화          | 난 용사다!               | 나리토나 시로                     | 미우라 요우                       | 미우라 요우                 | 나가사쿠 토모카츠             | 8월 9일         | 10월 31일        |
| 제20화          | 켄의 비밀                | 카나다 진                         | 카마나카 노부하루                 | 카마나카 노부하루           | 안도 마사히로                 | 8월 16일        | 10월 31일        |
| 제21화          | 대접전! 두뇌싸움         | 나리토나 시로                     | 산죠 나미미                       | 츠카다 타쿠로               | 네기시 히로유키 타마키 케이코 | 8월 23일        | 11월 7일         |
| 제22화          | 베네타의 배신            | 카나다 진                         | 소노다 마사히로                   | 소노다 마사히로             | 마츠모토 후미오               | 8월 30일        | 11월 7일         |
| 제23화          | 찾아라! 블랙 드래곤 키   | 카나다 진                         | 미우라 요우                       | 미우라 요우                 | 나가사쿠 토모카츠             | 9월 6일         | 11월 14일        |
| 제24화          | 결전전야                 | 나리토나 시로                     | 소노다 마사히로                   | 소노다 마사히로             | 안도 마사히로                 | 9월 13일        | 11월 14일        |
| 제25화          | 충격적인 켄의 과거       | 카나다 진                         | 모리 타케시                       | 야노 타카노리               | 타마키 케이코                 | 9월 20일        | 11월 21일        |
| 제26화          | 결착! 최강 모드          | 카나다 진                         | 카마나카 노부하루                 | 카마나카 노부하루           | 마츠모토 후미오               | 9월 27일        | 11월 21일        |
| 제27화          | 새로운 싸움              | 오오노기 히로시                   | 오오하라 미노루                   | 혼고 미츠루 야마기시 다이고 | 나가사쿠 토모카츠             | 10월 4일        | 11월 28일        |
| 제28화          | 슬라이거의 습격          | 오오노기 히로시                   | 산죠 나미미                       | 소노다 마사히로             | 안도 마사히로 마츠모토 후미오 | 10월 11일       | 11월 28일        |
| 제29화          | 거짓말쟁이               | 노무라 유이치                     | 모리 타케시                       | 야노 타카노리               | 타마키 케이코                 | 10월 18일       | 12월 5일         |
| 제30화          | 세이란의 위기            | 야마구치 노부아키                 | 소노다 마사히로                   | 소노다 마사히로             | 안도 마사히로 마츠모토 후미오 | 10월 25일       | 12월 5일         |
| 제31화          | 블랙 가디언 탄생         | 오오노기 히로시                   | 미우라 요우                       | 미우라 요우                 | 나가사쿠 토모카츠             | 11월 1일        | 12월 12일        |
| 제32화          | 리더의 조건              | 노무라 유이치                     | 쿠도 스스무                       | 카마나카 노부하루           | 안도 마사히로 마츠모토 후미오 | 11월 8일        | 12월 12일        |
| 제33화          | 분열! 텐카이나이트       | 야마구치 노부아키                 | 모리 타케시                       | 야노 타카노리               | 요시하라 코노스케             | 11월 15일       | 12월 19일        |
| 제34화          | 블록이 된 꽃             | 오오노기 히로시                   | 모리 타케시                       | 츠카다 타쿠로               | 아이사카 나오키               | 11월 22일       | 12월 19일        |
| 제35화          | Σ모드를 되찾아라!        | 후쿠시마 나오히로                 | 혼고 미츠루 야마기시 다이고       | 야마기시 다이고             | 타마키 케이코                 | 11월 29일       | 12월 26일        |
| 제36화          | 진정한 우정              | 노무라 유이치                     | 무라노 유타                       | 야노 타카노리               | 후나코시 히데유키             | 12월 6일        | 12월 26일        |
| 제37화          | 유이와의 약속            | 와바 아키코                       | 오오하라 미노루                   | 소노다 마사히로             | 안도 마사히로                 | 12월 13일       | 2015년 1월 2일   |
| 제38화          | 격투! 텐카이 포트레스    | 야마구치 노부아키                 | 미우라 요우                       | 미우라 요우                 | 나가사쿠 토모카츠             | 12월 20일       | 2015년 1월 2일   |
| 제39화          | 웰컴 투 더 정글          | 노무라 유이치                     | 모리 타케시                       | 야노 타카노리               | 요시하라 코노스케             | 12월 27일       | 1월 6일          |
| 제40화          | 텐카이퀘스트 IV          | 후쿠시마 나오히로                 | 산죠 나미미                       | 카마나카 노부하루           | 후루사와 타카후미             | 2015년 1월 10일 | 1월 6일          |
| 제41화          | 또 하나의 지구?          | TAMA                              | 모리 타케시                       | 네기시 히로키               | 후나코시 히데유키             | 1월 17일        | 1월 13일         |
| 제42화          | 미로 정글의 수수께끼!    | 와바 아키코                       | 무라노 유타                       | 야마기시 다이고             | 타마키 케이코                 | 1월 24일        | 1월 13일         |
| 제43화          | 위험한 술래잡기          | 오오노기 히로시                   | 소노다 마사히로                   | 소노다 마사히로             | 안도 마사히로                 | 1월 31일        | 1월 20일         |
| 제44화          | 해방된 검은 회오리바람   | 야마구치 노부아키                 | 미우라 요우                       | 미우라 요우                 | 나가사쿠 토모카츠             | 2월 7일         | 1월 20일         |
| 제45화          | 가짜는 그만!             | 후쿠시마 나오히로 오오노기 히로시 | 모리 타케시                       | 야노 타카노리               | 요시하라 코노스케             | 2월 14일        | 1월 27일         |
| 제46화          | 유이와 베니              | 노무라 유이치                     | 오오하라 미노루                   | 카마나카 노부하루           | 후루사와 타카후미             | 2월 21일        | 1월 27일         |
| 제47화          | 테트라 현상의 공포       | 오오노기 히로시                   | 이케조에 타카히로 야마기시 다이고 | 야마기시 다이고             | 타마키 케이코                 | 2월 28일        | 2월 3일          |
| 제48화          | 다섯 번째 텐카이나이트   | 야마구치 노부아키                 | 무라노 유타                       | 야노 타카노리               | 후나코시 히데유키             | 3월 7일         | 2월 3일          |
| 제49화          | 다가오는 전투            | 노무라 유이치                     | 소노다 마사히로                   | 소노다 마사히로             | 안도 마사히로                 | 3월 14일        | 2월 10일         |
| 제50화          | 세계의 끝                | 오오노기 히로시                   | 이케조에 타카히로 미우라 요우     | 미우라 요우                 | 나가사쿠 토모카츠             | 3월 21일        | 2월 10일         |
| 제51화 (최종화) | 그리고, 새로운 시작      | 오오노기 히로시                   | 혼고 미츠루 이케조에 타카히로     | 야마기시 다이고             | 타마키 케이코                 | 3월 28일        | 2월 10일         |

## 방송국
| 방송지역             | 방송국          | 방송기간                          | 방송일시             | 방송계열             | 비고           |
| -------------------- | --------------- | --------------------------------- | -------------------- | -------------------- | -------------- |
| 관동광역권           | TV 도쿄         | 2014년 4월 5일 - 2015년 3월 28일  | 토요일 9:00 - 9:30   | TV 도쿄 계열         | 자막 방송      |
| 아이치현             | TV 아이치       | 2014년 4월 5일 - 2015년 3월 28일  | 토요일 9:00 - 9:30   | TV 도쿄 계열         | 자막 방송      |
| 오사카부             | TV 오사카       | 2014년 4월 5일 - 2015년 3월 28일  | 토요일 9:00 - 9:30   | TV 도쿄 계열         | 자막 방송      |
| 홋카이도             | TV 홋카이도     | 2014년 4월 12일 - 2015년 4월 4일  | 토요일 7:00 - 7:30   | TV 도쿄 계열         | 7일 지연       |
| 오카야마현, 가가와현 | TV 세토우치     | 2014년 4월 12일 - 2015년 4월 4일  | 토요일 7:00 - 7:30   | TV 도쿄 계열         | 7일 지연       |
| 후쿠오카현           | TVQ 규슈 방송   | 2014년 4월 12일 - 2015년 4월 4일  | 토요일 7:00 - 7:30   | TV 도쿄 계열         | 7일 지연       |
| 일본 전역            | 반다이 채널     | 2014년 4월 12일 - 2015년 4월 4일  | 토요일 8:00 갱신     | 인터넷전송           | 7일 지연       |
| 일본 전역            | 니코니코 채널   | 2014년 4월 12일 - 2015년 4월 4일  | 토요일 8:00 갱신     | 인터넷전송           | 7일 지연       |
| 일본 전역            | GYAO!           | 2014년 4월 12일 - 2015년 4월 4일  | 토요일 8:00 갱신     | 인터넷전송           | 7일 지연       |
| 일본 전역            | 니코니코 생방송 | 2014년 4월 12일 - 2015년 4월 4일  | 토요일 19:00 - 19:30 | 인터넷전송           | 7일 지연       |
| 일본 전역            | BS 재팬         | 2014년 4월 15일 - 2015년 4월 7일  | 화요일 17:30 - 18:00 | TV 도쿄 계열 BS 방송 | 10일 지연      |
| 야마가타현           | 야마가타 TV     | 2014년 5월 24일 - 2015년 5월 30일 | 토요일 6:00 - 6:30   | TV 아사히 계열       | 49일→63일 지연 |

나라 TV에서도 「인절미」내에서 이 선전 방송이 방송되고 있지만, 실제로는 방송하고 있지 않다.

## DVD-BOX
| 권 | 발매일          | 수록화          | 규격 품번   |
| -- | --------------- | --------------- | ----------- |
| 1  | 2014년 8월 2일  | 제1화 - 제13화  | BIBA - 9461 |
| 2  | 2014년 11월 5일 | 제14화 - 제26화 | BIBA - 9462 |
| 3  | 2015년 2월 3일  | 제27화 - 제39화 | BIBA - 9463 |
| 4  | 2015년 5월 2일  | 제40화 - 제51화 | BIBA - 9464 |

## 텐카이 나이트 오리진스
「Tenkai Knights: Origins」는 공식 사이트에서 Web 전달된 오리지날 스토리.일본어 미역. 인간이 조종하기 전의 텐카이나이트와 빌리우스가 결별하게 되는 전사에 해당하는 내용.
부제
- #1 Tenkai Five
- #2 Off Balance
- #3 The Best
- #4 Corrupted
- #5 Shifting the Griffin!
- #6 Blast Tank Corruption
- #7 Guardians Banger!
- #8 Clash of the Tenkai!
- #9 Titan Revealed
- #10 Tenkai United

## 완구
스핀 마스터에서 생산을 담당하며, 레고 블록 형태로 접혀 있어 이를 전개하면 로봇으로 변신시킬 수 있다. 상품마다 추가 부품이 붙어 있어 이것들을 장착하면 패키지의 캐릭터가 완성된다.
블록에 있는 ○ 모양의 울퉁불퉁한 부분은 다른 부분과 연결 가능.

### 라인업
베이직 피겨 시리즈
- B-001 브레이븐(Bravenwolf)
- B-002 트리뷰턴(Tributon)
- B-003 스펙트로스 레드워리어(Red Corekai Soldier)
- B-004 스펙트로스 블루워리어(Blue Corekai Soldier)
- B-005 빌리우스(Vilius)
- B-006 토록스(Hos)
- B-007 비클립스 커맨더(Viklips Commader)
- B-008 발탁스(Sho)
- B-009 바론(Valorn)
- B-010 라이덴돌(Lydendor)
- B-011 스펙트로스 그린 워리어(Green Corekai Soldier)
- B-012 스펙트로스 옐로 워리어(Yellow Corekai Soldier)
- B-013 브라이녹스(Granox)
- B-014 슬라이거 (Slyger)
- B-015 갈탁스 (Deviak)
- B-016 가톡스(Grayden)
- B-017 비클립스 트루퍼(Viklips Trooper)
- B-018 개녹스(Balthaz)
- B-019 버닝 브레이븐(Elemental Bravenwolf)
- B-020 블리자드 트리뷰턴(Elemental Tributon)
- B-021 가이아 바론(Elemental Valorn)
- B-022 썬더 라이덴돌(Elemental Lydendor)
- B-023 네오 빌리우스(Dark Tempest Vilius)
- B-024 질풍의 흑기사(Elemental Dromus)

DX 피겨 시리즈
- X-001 브레이븐 X(Titan Bravenwolf)
- X-002 라이덴돌 X(Titan Lydendor)
- X-003 빌리우스 X(Titan Vilius)
- X-004 트리뷰톤 X(Titan Tributon)
- X-005 바론 X(Titan Valorn)
- X-006 토록스 X(Titan Hos)
- X-007 흑기사 X(Titan Dromus)
- H-001 버닝 브레이븐 Σ(Elemental Titan Bravenwolf)
- H-002 블리자드 트리뷰톤 Σ(Elemental Titan Tributon)
- H-003 가이아 바론 Σ(Elemental Titan Valorn)
- H-004 썬더 라이덴돌 Σ(Elemental Titan Lydendor)
- H-005 네오 빌리우스 Σ(Dark Tempest Titan Vilius)
- H-006 질풍의 흑기사 Σ(Elemental Titan Dromus)

W 비클 시리즈
- V-001 스카이 그리폰 & 볼트 제트 (Sky Griffin & Volt Jet)
- V-002 워 호스 & 스트라이크 버스터 탱크 (War Stallion & Blas Tank)
- V-003 포털&하이퍼 드롭쉽(Dimensional Portal & Dimensional Dropship)
- M-001 텐카이 드래곤(Tenkai Dragon)

## 게임
텐카이나이트 브레이브 배틀
닌텐도 3DS용 소프트로서 반다이 남코 게임스에서 2014년 9월 25일에 발매.

## 프라모델
PLAMAX TK-01 브레이븐 X
굿스마일컴퍼니의 신규 프라모델 브랜드 「PLAMAX」에서 2015년 7월 발매 예정. 장난감 시리즈의 간략 모델이 아니라 애니메이션으로 그려진 것과 같은 충실 모델로 설계되었다.